# 颱風馬鞍 (2011年)
颱風馬鞍（英語：Typhoon Ma-on），在菲律賓被稱為颱風伊能，是個規模龐大且風力強勁的颱風，在2011年7月影響日本南部。它是2011年太平洋颱風季的第六個獲得命名的風暴和第二個颱風。馬鞍的前身起源於7月9日一個位於威克島附近的低氣壓區，隨著它向西移動並逐漸發展。到7月11日，其組織已經有足夠改善，可以被宣佈成為熱帶低氣壓，然而氣旋的環流仍然廣闊。在接下來的幾天裏，馬鞍逐漸增強，並在7月14日達到颱風的標準。有利的環境條件使其進一步增強，風暴最終在7月16日達到最高十分鐘持續風速每小時175公里。在副熱帶高壓脊減弱後，颱風轉向北方，並經歷一系列導致其減弱的眼牆置換循環。7月19日，馬鞍吹襲四國，然後轉向東南方並返回海面。隨著馬鞍受強烈的风切变影響，繼續緩慢地減弱。該系統最終在7月24日轉變成溫帶氣旋，日本氣象廳在一周後於堪察加半島附近最後一次標注該系統。
最初，馬鞍對馬里亞納群島構成輕微威脅並促使當局發佈熱帶風暴警告。然而，該系統在該區較遠處掠過，僅產生零星降雨。在日本，數百人從泥石流多發地區撤離。風暴產生的暴雨估計超過1,200毫米，引發大範圍具破壞性的水災。馬鞍造成五人死亡，損失達到39億日圓（5000萬美元，2011年）。

## 氣象歷史
馬鞍起源於7月9日一個在威克島附近蜿蜒的對流區域。擾動逐漸鞏固並發展成低層環流。基於低风切变和大致有利的環境條件，熱帶氣旋預報模型預計該系統將發展成熱帶氣旋。7月11日早上，聯合颱風警報中心（JTWC）發佈熱帶氣旋形成警報（TCFA）。數小時後，日本氣象廳（JMA）報告指，一熱帶低氣壓在威克島和北馬里亞納群島之間的中途海域形成。聯合颱風警報中心緊隨其後，並開始發佈有關第八號熱帶低氣壓的公告。
受北面的高壓脊影響，該低氣壓向西移動。其環流最初是廣闊且不甚明確，受乾空氣影響，對流變得雜亂無章。由於大致有利的條件，該低氣壓得以增強，日本氣象廳在7月12日上午6時將該低氣壓升格為熱帶風暴馬鞍。雷暴逐漸集中在中心附近，然而北面和西面的外流受到限制。馬鞍以比氣候學速率慢的速度增強，不過在7月13日早上出現一明顯的眼狀特徵。當天凌晨0時，日本氣象廳將馬鞍升格為強烈熱帶風暴，24小時後風暴在北馬里亞納群島東北方增強為颱風。當時，它位於硫磺島東南方約970公里處。衛星影像上出現一明顯的粗糙風眼，在高空形成反氣旋後，它的流出變得更加清晰。
到7月15日，颱風馬鞍的風眼變得清晰，其南部外圍的對流最強。它繼續增強，聯合颱風警報中心估計1分鐘的持續風速為每小時220公里。7月15日晚上，由於風切變較強，馬鞍略有減弱，導致其眼牆在西北象限破裂。在眼牆置換循環開始後的翌日再次增強。在7月16日上午6時，日本氣象廳估計10分鐘最高持續風速為每小時175公里，當時颱風位於沖繩島東南方約1,185公里處。大約在那個時候，由於副熱帶高壓脊減弱，馬鞍開始向西北移動，並短暫進入菲律賓大氣地球物理和天文服務管理局（PAGASA）的責任區域；該機構給予當地名稱伊能（Ineng）。
7月17日晚上，儘管北象限的流出和對流有所改善，但馬鞍經歷另一個眼牆置換循環並減弱。颱風龐大的尺寸使其無法再次增強——烈風從中心向東延伸370公里。此外，乾空氣的入侵使西部外圍的雷暴有所減弱。到7月18日，馬鞍到達高壓脊的西部，開始向北朝日本移動。翌日，它轉向東北移動，在日本近海與海岸線平行移動。7月19日下午2時左右，馬鞍以颱風的最低標準登陸四國。颱風轉向東移並減弱為強烈熱帶風暴，然後在7月20日早上橫過紀伊半島南端。離開該國後，馬鞍轉向東南方。增強的風切變使對流向東切離，但預計風暴會稍微重新增強。然而，在風暴失去大部分對流後，聯合颱風警報中心在7月21日將馬鞍降格為熱帶低氣壓。環流變得不甚明確，聯合颱風警報中心在7月22日停止發佈公告，指出該系統正在消散。然而，日本氣象廳認為馬鞍維持強烈熱帶風暴標準直到7月23日，此時風暴已轉向東北。風暴在7月24日於千島群島附近轉變成溫帶氣旋，之後又持續七天，然後在堪察加半島以東消散。

## 防災措施及影響

颱風馬鞍在7月18日逼近日本

在馬鞍達到熱帶風暴標準後，關島巴里加達的國家氣象局辦公室針對阿格里漢島、帕甘島及阿拉木根島發佈熱帶風暴觀察預警。馬鞍成為颱風後預警升級為熱帶風暴警告，警告在風暴從北方經過該群島後取消。颱風在關島產生大浪 ，其外圍雲帶亦產生陣風和降水。
颱風帶來的大浪在東海掀翻一艘船，六名乘客獲救。風暴帶來的水分向西延伸至臺灣，據報導降雨量超過600毫米。強降雨引發水災及泥石流阻塞道路，居民被迫疏散。
在日本，預計颱風將吹襲受福岛第一核电站事故影響的地區。官員準備安裝一個蓋子以防止雨水受污染。但最終雨水還是受污染，馬鞍的經過產生2000噸放射性水。在風暴吹襲日本之前，宮崎縣都城市的官員建議約900人從易發生泥石流的地區疏散。至少有300個航班因風暴影響而取消。颱風還導致該國鐵路系統延誤。新日石在風暴期間停止運輸石油。當馬鞍橫越日本時，它產生時速108公里的風速，以及高達1,200毫米的強降雨。高知县馬路村的24小時降雨量達到860毫米，創下24小時降雨量記錄，超過7月的平均降雨量265.5毫米。大雨淹沒該區的房屋和道路。暴雨導致多條高速公路封閉，靜岡縣一條道路遭堵塞，使96名登山者滯留。強風使四國島約11,000人斷電。風雨交加，破壞擁有385年歷史的京都二條城。颱風造成60人受傷，另有5人喪生。其中一宗是一名男子在風暴中檢查他的船隻時溺水身亡。損失估計為39億日圓（5000萬美元，2011年）。
馬鞍走後，日本各地的氣溫下降，導致因中暑而死亡的人數顯着減少。在整個7月，因中暑而死亡的人數比2010年7月減少70%。

## 外部連結
- 日本氣象廳有關颱風馬鞍（1106）的一般資訊 （页面存档备份，存于），取自數位颱風網 （英語）
- 日本氣象廳有關颱風馬鞍（1106）的最佳路徑資料 （页面存档备份，存于） （日語）
- 日本氣象廳有關颱風馬鞍（1106）的最佳路徑資料（圖像） （页面存档备份，存于） （英語）
- 日本氣象廳最佳路徑資料（文字） （页面存档备份，存于） （英語）
- 聯合颱風警報中心有關第八號颱風（馬鞍）的最佳路徑資料 （页面存档备份，存于） （英語）
- 來自美國海軍研究實驗室的08W.馬鞍[]